# Национално знаме на Филипините
Националното знаме на Филипините е прието на 12 юни 1898 година. Знамето е съставено от две хоризонтални ивици в синьо и червено. От лявата страна се намира бял триъгълник, на който има три златни звезди и слънце с осем лъча.
Бялото символизира равенство и братство, синьото символизира мир, справедливост и истина, а червения символизира патриотизъм. Слънцето символизира единство, свобода и народна демокрация, докато осемте лъча символизират първите осем провинции, които въстават против испанската колонизация. Трите звезди символизират островите Лусон, Висай и Минданао.
Знамето на Филипините е единственото в света, чиито цветове може да се променят — във военно време горната ивица става червена, а долната – синя.

## Знаме през годините
- (1821 – 1898)
- (1898 – 1901)